# Melozone
Melozone és un dels gèneres d'ocells, de la família dels passerèl·lids (Passerellidae).
Melozone inclou 4 espècies de toquí (gorjablanc, dels canyons, de California i d'Abert) transferides de Pipilo (DaCosta et al. 2009; NACC 2009-E-2).

## Taxonomia
Segons la classificació del Congrés Ornitològic Internacional (versió 13.1, 2023), aquest gènere conté 8 espècies:
- Melozone kieneri - toquí de Kiener.
- Melozone fusca - toquí dels canyons.
- Melozone albicollis - toquí gorjablanc.
- Melozone crissalis - toquí de Califòrnia.
- Melozone aberti - toquí d'Abert.
- Melozone biarcuata - toquí carablanc.
- Melozone cabanisi - toquí de Cabanis.
- Melozone leucotis - toquí d'orelles blanques.